# Noble-Contrée
Noble-Contrée ist eine politische Gemeinde des Bezirks Siders des Kantons Wallis in der Schweiz.

## Geschichte
Per 1. Januar 2021 fusionierten die ehemaligen politischen Gemeinden Miège, Venthône und Veyras zur neuen politischen Gemeinde Noble-Contrée.

## Politik
Die ersten Wahlen als gemeinsame Gemeinde fanden im Vorfeld der Fusion am 18. Oktober 2020 statt.
Die Exekutive von Noble-Contrée, der Conseil communal, besteht aus sieben Mitgliedern. Die parteipolitische Zusammensetzung für die Legislaturperiode 2021–2024 ist folgendermassen: FDP 4, CVP 2, SP 1. Gemeindepräsident ist Stéphane Ganzer (FDP).